# Champagnac-de-Belair
 Champagnac-de-Belair  (en occitano Champanhac) es una población y comuna francesa, situada en la región de Aquitania, departamento de Dordoña, en el distrito de Nontron y cantón de Champagnac-de-Belair.

## Demografía
| 584 | 590 | 557 | 606 | 658 | 685 |
| Para los censos de 1962 a 1999 la población legal corresponde a la población sin duplicidades (Fuente: INSEE [Consultar]) |     |     |     |     |     |